# Гюрджю Хатун
Гюрджю Хатун (тур. Gürcü Hatun, груз. გურჯი-ხათუნი, урождённая Тамар, груз. თამარი, fl. 1227—1286) — грузинская царевна из рода Багратионов. Дочь грузинской царицы Русудан и Гиас ад-Дина, в крещении Дмитрия, внука султана Кылыч-Арслана II. При рождении названа Тамар в честь своей бабушки, царицы Тамары Великой. Сестра грузинского царя Давида VI Нарина. Вторая жена султана Кей-Хосрова II. Мать султана Кей-Кубада II, правившего в 1246—1257 гг. в составе триумвирата вместе с единокровными братьями Кылыч-Арсланом IV и Кей-Кавусом II. После вторжения монголов и проигрыша в битве при Кёсе-даге в 1243 году Кей-Хосров II стал монгольским вассалом. Его жену Тамар понизили в статусе и стали называть Гюрджю Хатун — «Госпожа грузинка». После убийства Кей-Хосрова II в 1246 году вышла замуж за Перване, сына султанского визиря Мухаддиба ад-дина Али ад-Дайлами и всесильного вельможу в султанате. Перешла из православия в ислам. Почитательница персидского поэта Руми.
В 638—642 г. х. (1240—1245) султан Кей-Хосров II чеканил на монетных дворах Сиваса и Коньи дирхамы — серебряные монеты с изображением Льва и солнечного Лика. Символ Лев и Солнце позже получил широкое распространение в исламском мире (хотя его происхождение восходит к гораздо более ранним временам). Турецкий исследователь сельджукских монет Толга Эркан (Tolga Erkan) пришёл к выводу, что Солнце — это Гюрджю Хатун, а Лев — сам султан.